# Srŏk Basedth
Srŏk Basedth är ett distrikt i Kambodja.   Det ligger i provinsen Kampong Spoe, i den södra delen av landet, 60 km sydväst om huvudstaden Phnom Penh. Antalet invånare är 108 648.